# Belvédère (Nijmegen)
De Belvédère is een voormalige wacht- of uitkijktoren in de Nederlandse stad Nijmegen, aan de oostzijde van het Valkhof in het Hunnerpark.
De toren, gebouwd in het midden van de 15de eeuw als waltoren, werd omstreeks 1646 door de stadsbouwmeester Peter van Blokhout verhoogd tot "speeltoren" en in 1888 gerestaureerd door J.J. Weve. Boven de ingang prijken twee kopieën van gevelstenen (waarvan de originelen zich in het Gemeentemuseum bevinden), de bovenste gedateerd 1646. De replica's werden in 1888 vervaardigd door Henri Leeuw sr. en Henri Leeuw jr. De Belvédère is goed zichtbaar vanaf de Waalbrug richting Nijmegen.
Het restaurant dat in de toren is gevestigd, herbergt een eiken schoorsteenmantel met zandstenen wangstukken, daterend uit 1626.
Belvédère is een rijksmonument met nummer 31140.

## Afbeeldingen

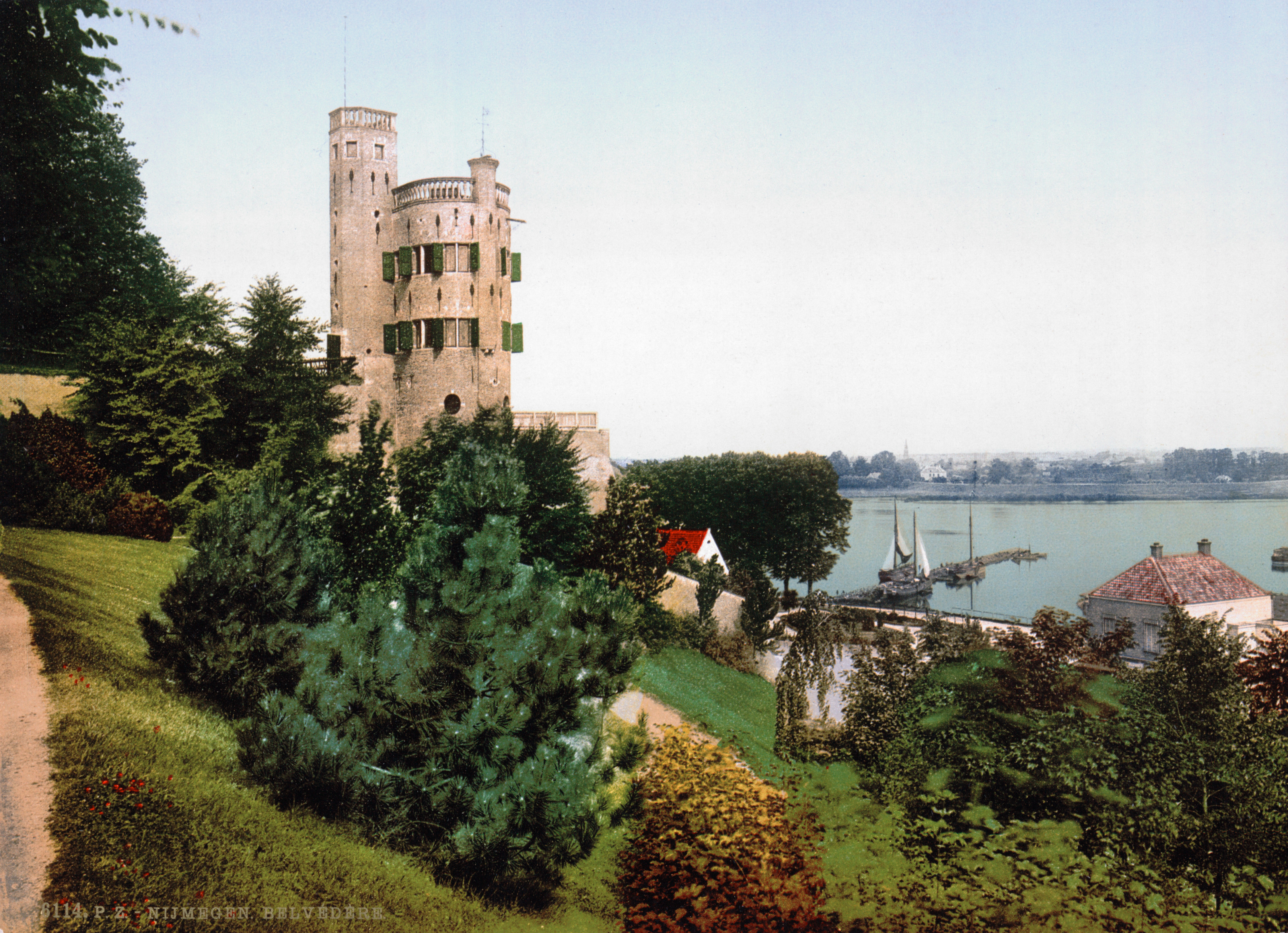
De Belvédère met uitzicht op de Waal foto omstreeks 1900.
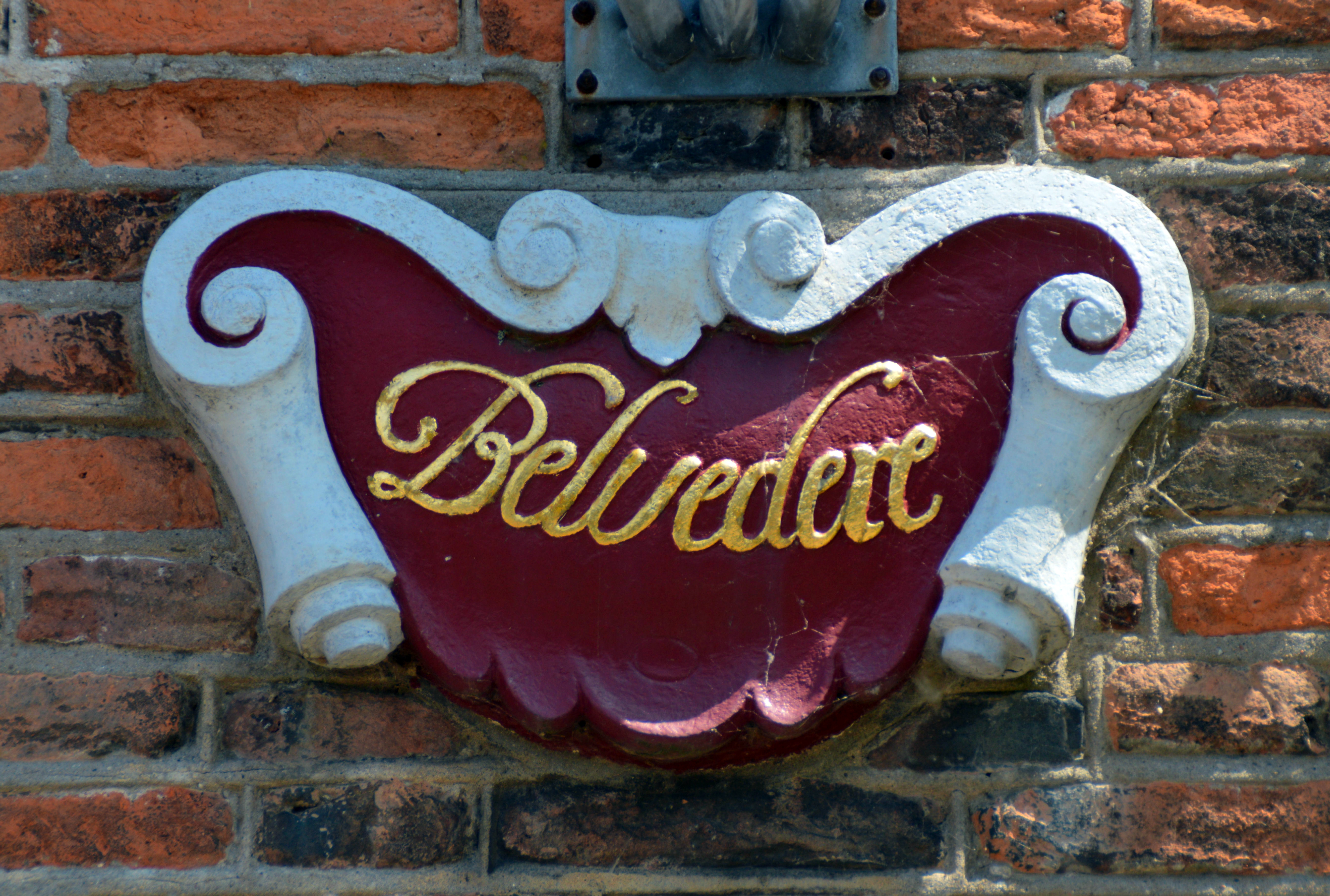
Belvédère gevelsteen
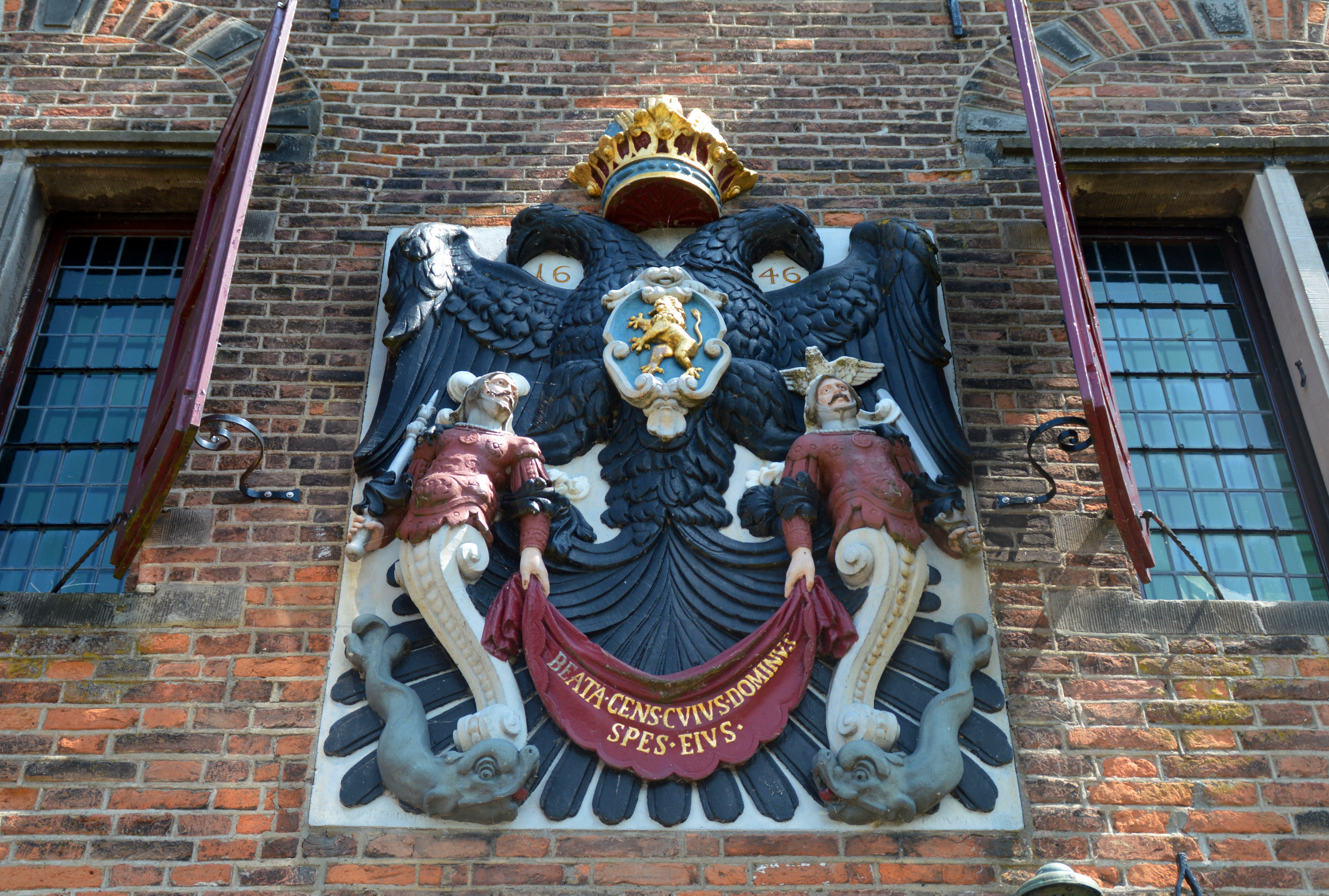
Belvédère gevelsteen 1646
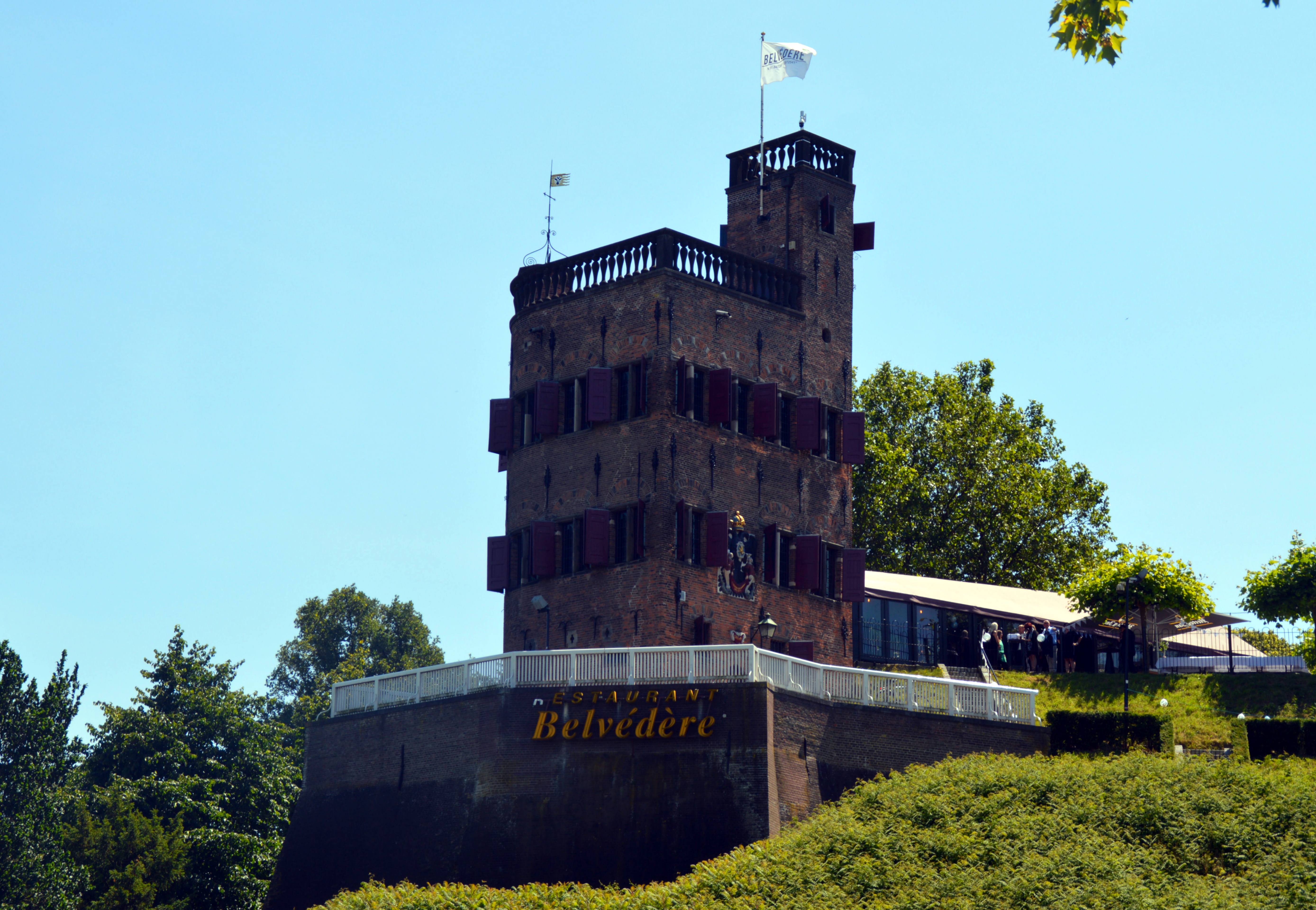
Belvédère onderaanzicht